# Фабриція
Фабриція (італ. Fabrizia, сиц. Fabbrizia) — муніципалітет в Італії, у регіоні Калабрія,  провінція Вібо-Валентія.
Фабриція розташована на відстані близько 500 км на південний схід від Рима, 60 км на південний захід від Катандзаро, 29 км на південний схід від Вібо-Валентії.
Населення — 2252 особи (2014).
Щорічний фестиваль відбувається 13 червня. Покровитель — Sant'Antonio di Padova.

## Демографія
Населення за роками:

Станом на 1 січня 2023 року в муніципалітеті офіційно проживало 8 іноземців з 5 країн, серед них 4 громадяни країн Євросоюзу.

## Сусідні муніципалітети
- Аккуаро
- Арена
- Галатро
- Гроттерія
- Мартоне
- Монджана
- Нардодіпаче
- Сан-П'єтро-ді-Карида